# Dalton Trumbo
Dalton Trumbo (ur. 9 grudnia 1905 w Montrose, zm. 10 września 1976 w Los Angeles) – amerykański scenarzysta, reżyser i pisarz. Autor powieści Johnny Got His Gun (pl. Johnny poszedł na wojnę) i jeden z dziesiątki z Hollywood.
Jego syn Christopher (1940–2011) również był scenarzystą.

## Życiorys
Karierę filmową rozpoczął w 1937. W 1947 odmówił odpowiedzi na pytanie komisji śledczej Kongresu USA Jesteś lub byłeś członkiem partii komunistycznej? Wskutek tego trafił na czarną listę Hollywood i stracił możliwość pracy w amerykańskiej kinematografii. W 1950 trafił na 11 miesięcy do więzienia.
Po wyjściu na wolność wyjechał do Meksyku. Nadal pisał scenariusze do amerykańskich filmów pod pseudonimami Milard Kaufman (Gun Crazy w 1950) i Robert Rich – otrzymał nawet Oscara za scenariusz do filmu The Brave One.
Oficjalnie został skreślony z czarnej listy w 1960, gdy Otto Preminger, realizując Exodus, zażądał, by Trumbo wystąpił pod prawdziwym nazwiskiem. W 1971 zrealizował film Johnny poszedł na wojnę.
W wieku 71 lat zmarł na zawał serca w 1976.

## Upamiętnienie
W 2007 powstał film dokumentalny Trumbo w reżyserii Petera Askina, wg scenariusza Christophera Trumbo. 
Na podstawie książka biograficznej Dalton Trumbo autorstwa Bruce’a Alexandera Cooka Jay Roach nakręcił w 2015 film fabularny Trumbo z Bryanem Cranstonem w tytułowej roli.